# Move Your Body (Sia)
Move Your Body è un singolo della cantante australiana Sia, pubblicato il 6 gennaio 2017 come ottavo estratto dal settimo album in studio This Is Acting.

## Descrizione
Quarta traccia dell'album, Move Your Body è un brano dalle sonorità prevalentemente dance, ed è stato scritto originariamente da Sia per la cantante colombiana Shakira, la quale ha rifiutato il brano.
Il brano è stato successivamente remixato dal DJ norvegese Alan Walker ed inserito nell'edizione deluxe di This Is Acting, mentre l'8 gennaio 2017 è stato pubblicato come singolo per il download digitale in una nuova versione.

## Tracce
1. Move Your Body (Single Mix) – 4:12

## Classifiche
| Classifica (2016)   | Posizione massima |
| ------------------- | ----------------- |
| Australia           | 34                |
| Belgio (Fiandre)    | 61                |
| Belgio (Vallonia)   | 54                |
| Canada              | 82                |
| Finlandia           | 8                 |
| Francia             | 62                |
| Italia              | 90                |
| Norvegia            | 3                 |
| Regno Unito         | 169               |
| Spagna              | 32                |
| Stati Uniti (dance) | 3                 |
| Svezia              | 57                |